# 沙夫特 (加利福尼亚州)
沙夫特（英語：Shafter），是美国加利福尼亚州克恩县下属的一座城市。建市于1938年1月20日，面积大约为27.94平方英里（72.4平方公里）。根据2010年美国人口普查，该市有人口16,988人。